# JAX-M
A Java API for XML Messaging (JAX-M) lehetővé teszi az elosztott alkalmazások számára, hogy XML és SOAP alapon kommunikáljanak egymással. JAX-M támogatja mind a szinkron, mind az asszinkron üzenetküldést.